# Río Miriñay
El río Miriñay es un pequeño río de la cuenca hidrográfica del río Uruguay, que recorre más de 200 km en la provincia argentina de Corrientes. Pertenece a la cuenca del Plata y nace en los esteros de Iberá a la altura de la Colonia Carlos Pellegrini. Sus principales afluentes son Yaguary y el arroyo Curuzú Cuatiá.

## Datos geográficos sobre el río Miriñay
El río Miriñay que pertenece a la cuenca del plata es una afluente del río Uruguay nace en los esteros de iberà a la altura de la colonia llamada "Carlos pellegrini". Sus principales afluentes son Yaguary y Curuzú Cuatiá.
Nace de los esteros y bañados del mismo nombre ubicados al sudeste de los esteros del Iberá, cerca de la Colonia Carlos Pellegrini, y funciona como desagüe de los humedales en su curso en dirección sudeste hasta desembocar en el Uruguay a la altura de la cota 38, poco al norte de la localidad de Ceibo.
La cuenca del Miriñay comprende unos 10.977 km². Su cauce recorre una ancha llanura aluvial de pendiente muy escasa, no superior al 0,15%, por lo que a sus márgenes se forma un sistema de bañados de amplitud variable, que alcanza gran tamaño en época de lluvias, entre diciembre y mayo.
Los principales afluentes del Miriñay son, por el oeste, los arroyos Ayuí Grande, Irupé, Yaguary, Yarupé y Curuzú Cuatiá y por el este, los arroyos Hinojito, Pirití Guazú, Pirití Miní, Aguará Cuá, Yutevú, Quiyatí, Mirungá y Ayuí. Este banco del río forma parte de la llamada meseta mercedina o del Paiubre, una región sobreelevada sobre un fundamento de rocas triásicas, que es el último resto de un relieve más agudo precedente. En la margen este el relieve es distinto, formando parte de la planicie de San Carlos, en la que se prolonga la plataforma tectónica del sur de Misiones; es un sustrato de meláfiros y areniscas, sobre las que se han acumulado suelos lateríticos de distintivo color rojizo por la alta concentración de óxido de hierro. En esta margen el único afluente importante es el arroyo Ayuí.
La cuenca del Miriñay se nutre sobre todo de las precipitaciones y de la acumulación de agua en el sistema del Iberá. Se desaguan en ella también aguas freáticas de la meseta del Paiubre. Su caudal medio anual para el período de 1968 a 1997 ha sido de 148  m³/s.

## Actividades que se pueden realizar
Entre las actividades que se pueden realizar en este río son: observar y fotografiar la fauna y la flora, la pesca deportiva entre las especies podemos encontrar dorados, surubíes y bogas, excursiones escolares, paseos turísticos en lancha.

## Imágenes del Río Miriñay

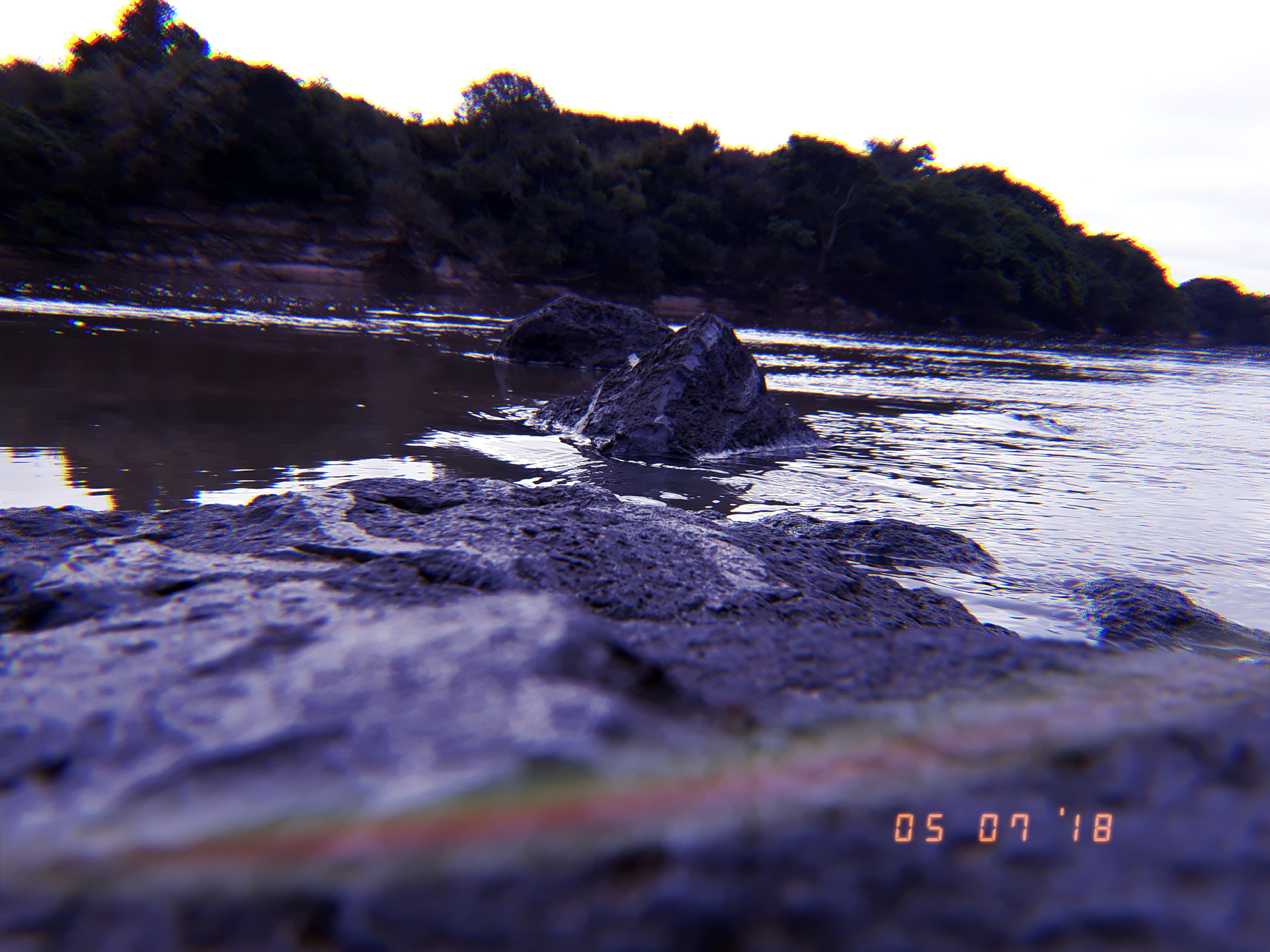
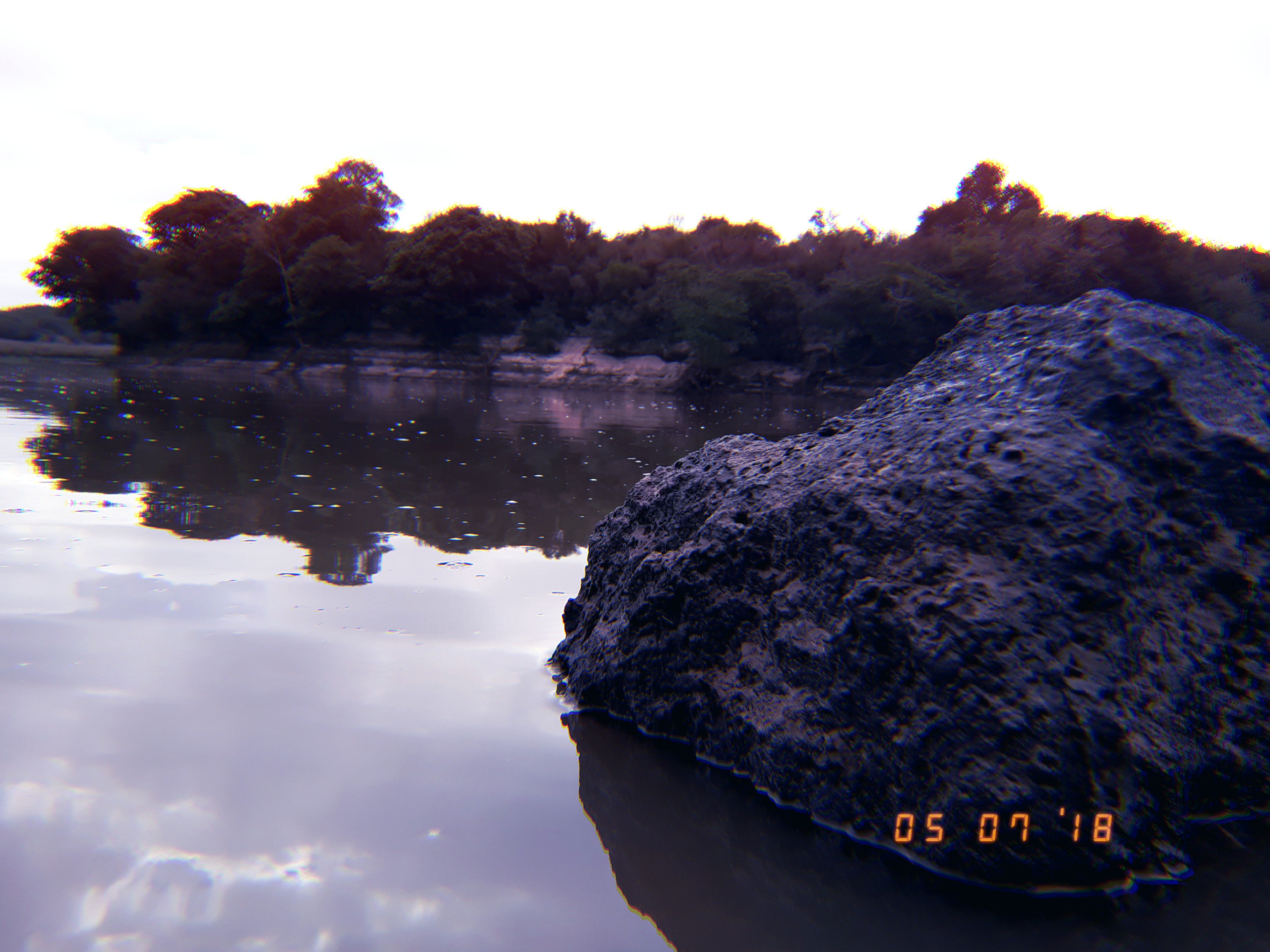
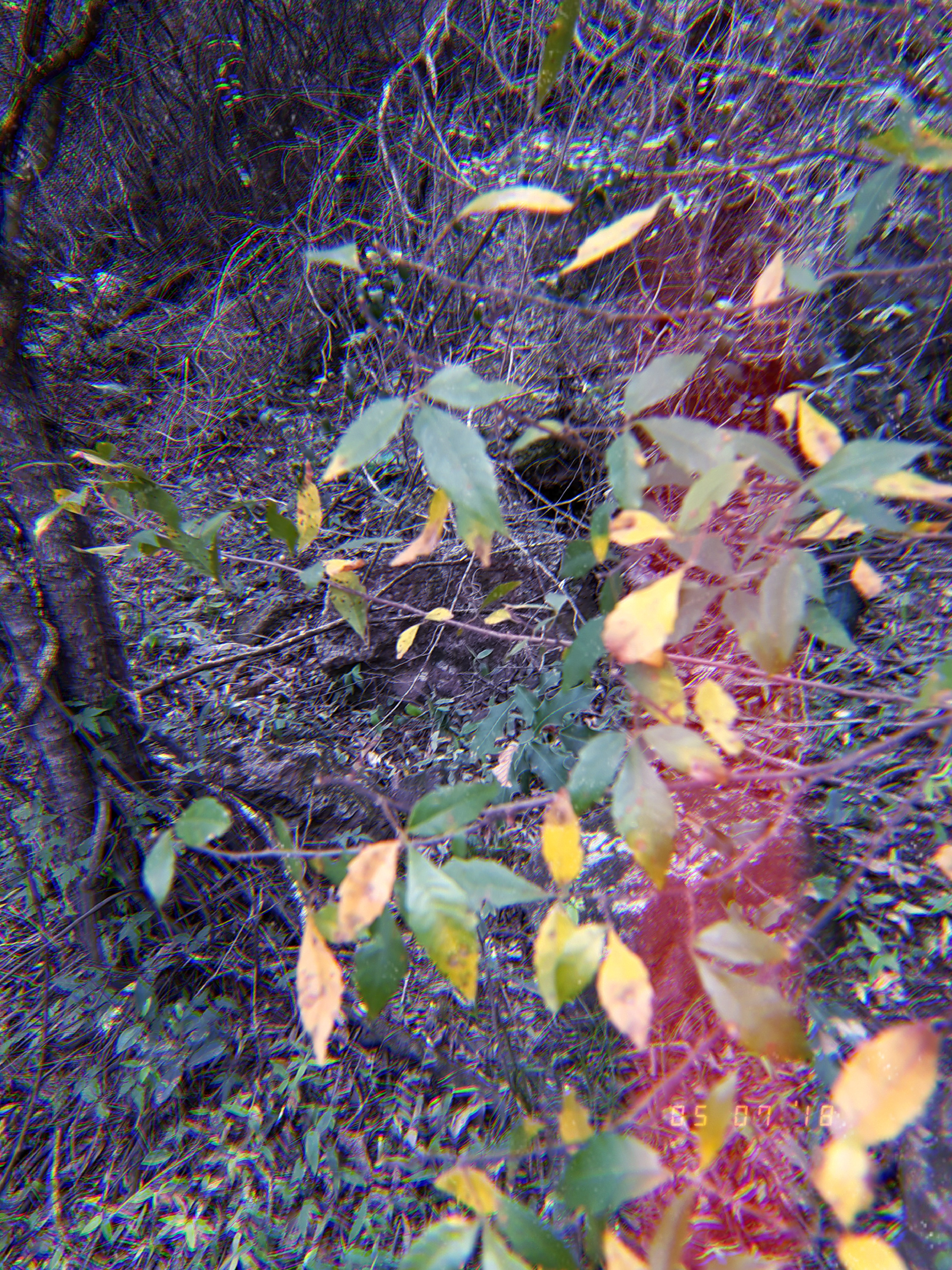
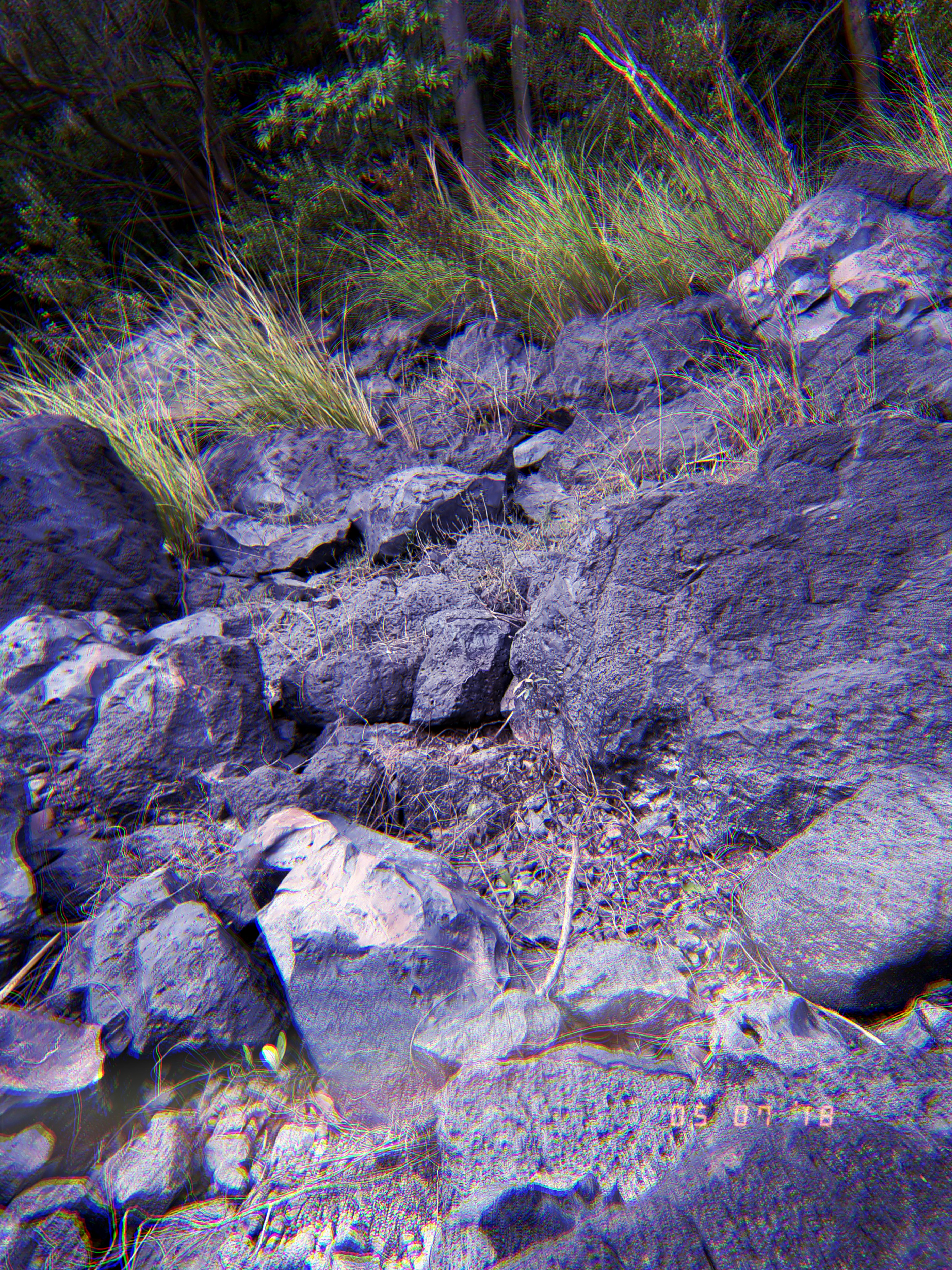
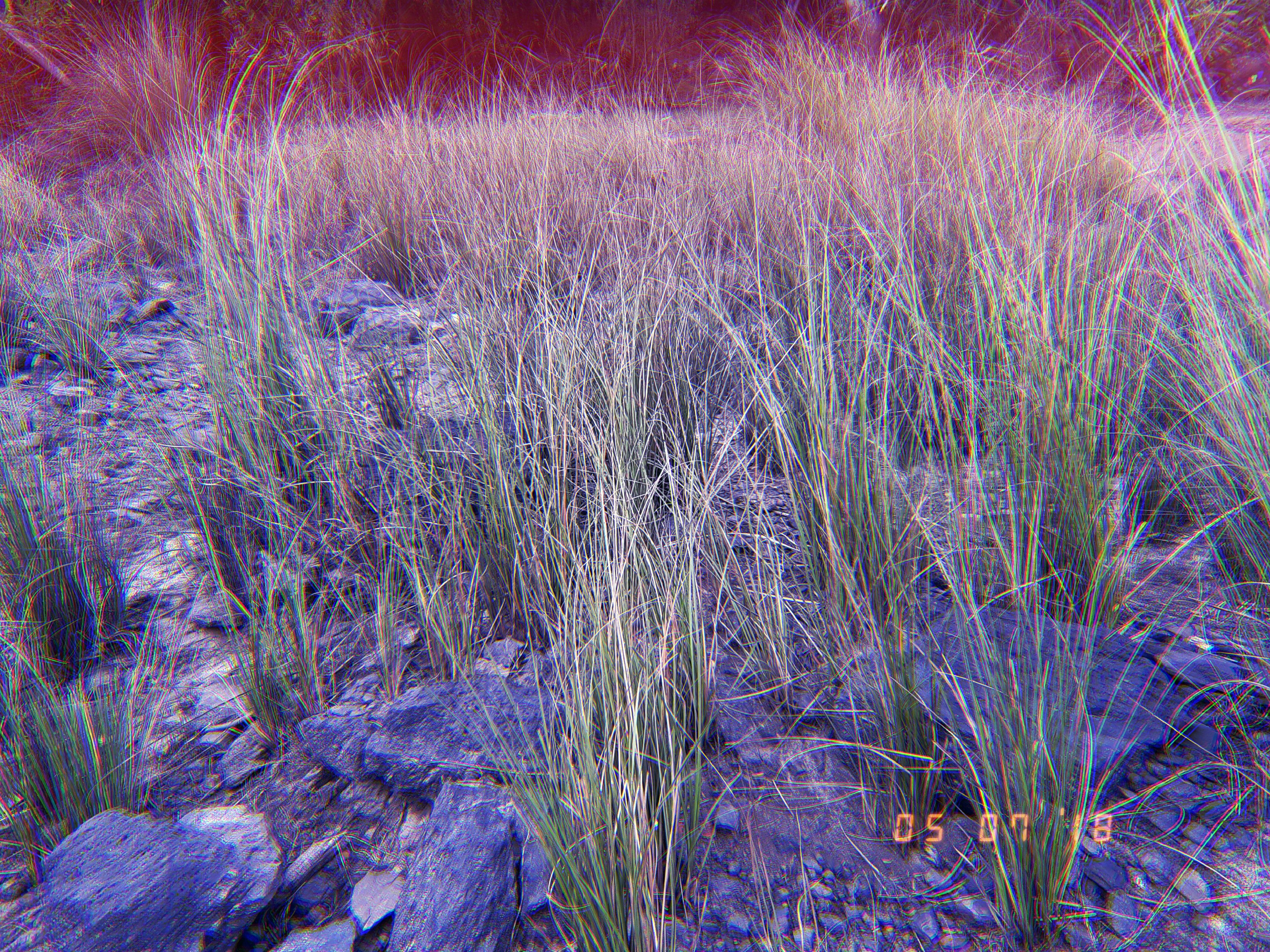
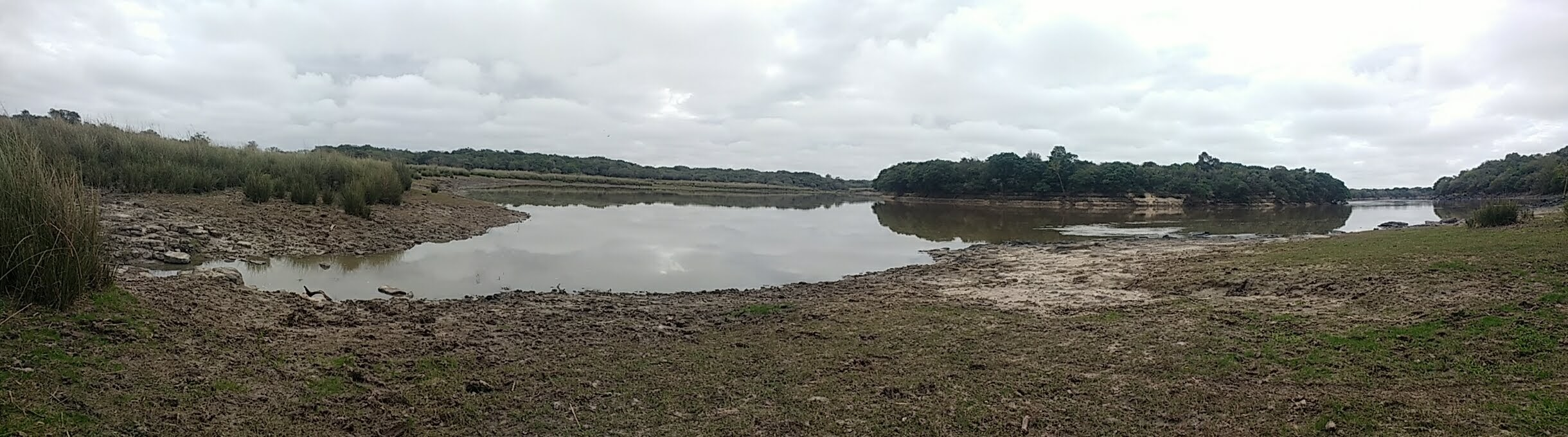
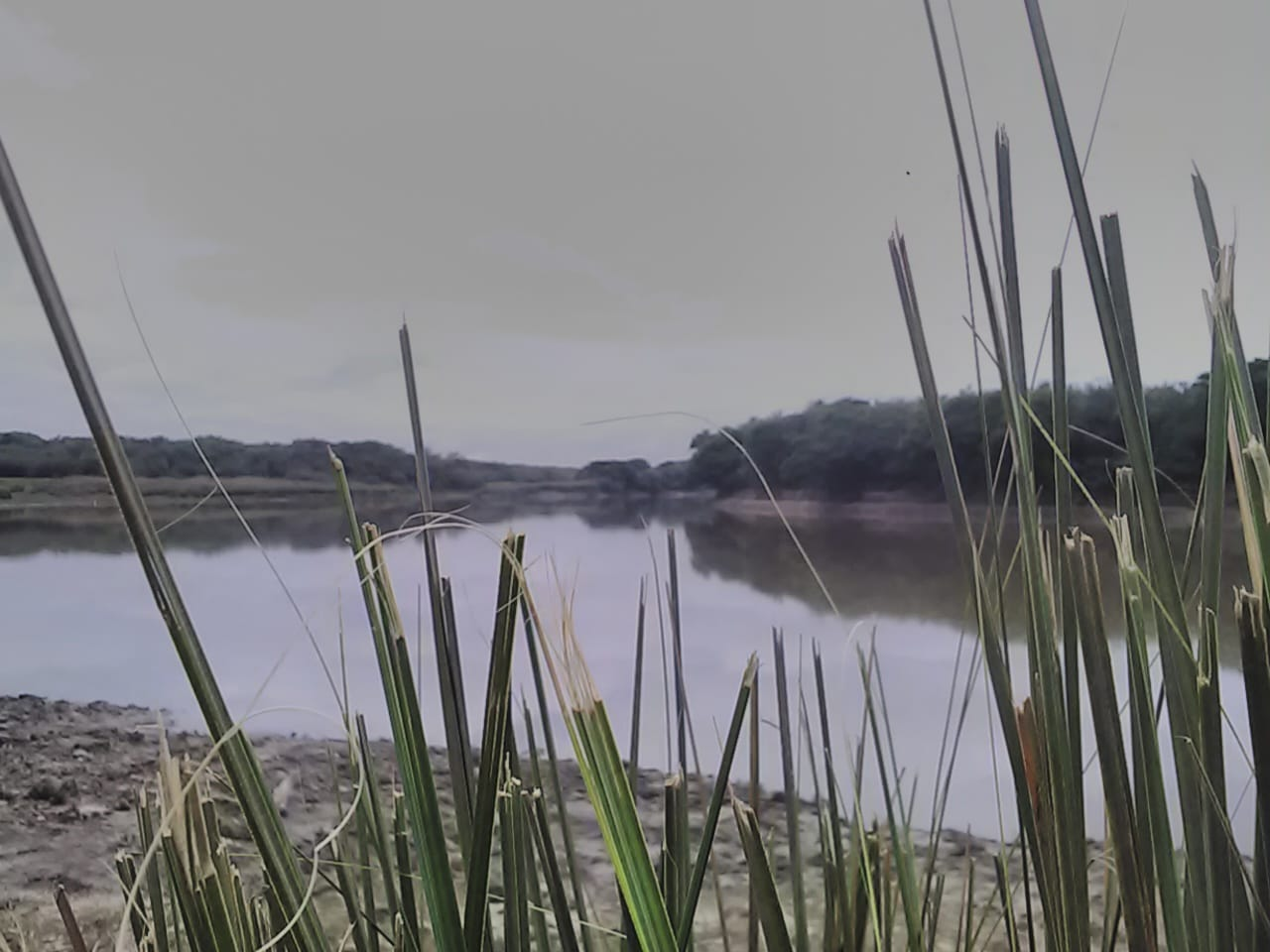
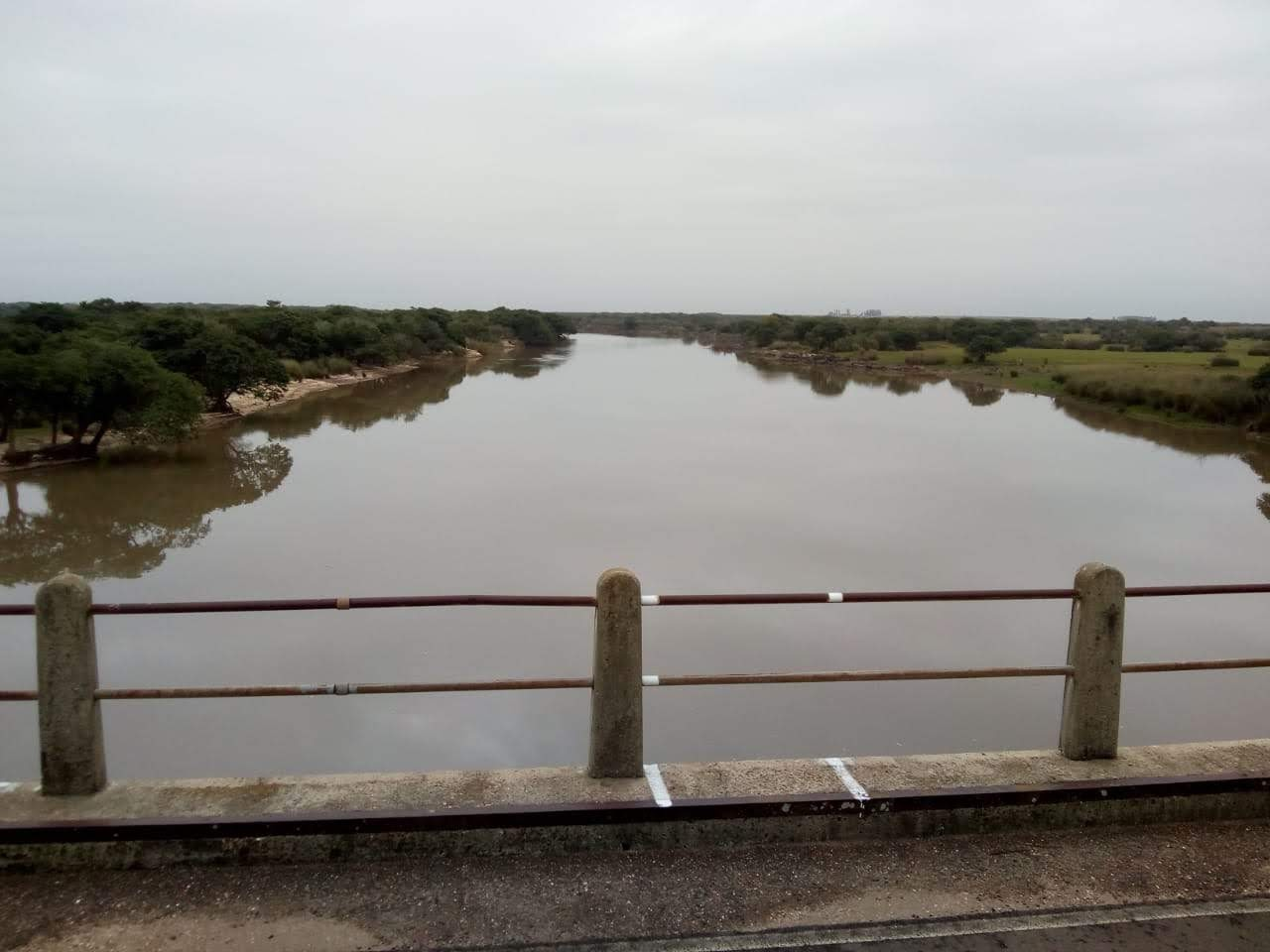